# Javi Robles
José Javier Robles Belmonte (Almería, España, 3 de octubre de 2000), más conocido como Javi Robles, es un futbolista español que juega en la demarcación de centrocampista. Su equipo es el C. D. Illescas de la Segunda Federación.

## Trayectoria
Nacido en Almería, Andalucía, se formó en la cantera de la Unión Deportiva Almería. En 2015 se incorporó a la estructura del Real Madrid antes de regresar a la entidad almeriense. Entonces empezó a jugar en el filial con el que consiguió ascender a Segunda División B.
El 16 de agosto de 2021 hizo su debut con el primer equipo de la Unión Deportiva Almería en la Segunda División, en la victoria por un gol a tres frente al F. C. Cartagena. Durante esa temporada llegó a disputar un total de 13 encuentros.
El 17 de julio de 2022 fue cedido al C. F. Fuenlabrada para competir en la Primera División RFEF durante la campaña. Esta la completó en el Pontevedra C. F. al que llegó el siguiente 31 de enero.
Tras su paso por Pontevedra se quedó sin equipo hasta que el 13 de noviembre de 2023 fichó por el Club Lleida Esportiu. Allí estuvo hasta final de temporada, jugó 14 partidos y ayudó a que el equipo disputara la promoción de ascenso, aunque sin lograr el objetivo. La siguiente campaña inició una nueva etapa en el C. D. Illescas.

## Clubes
| Club                       | País   | Año       | Partidos | Goles |
| -------------------------- | ------ | --------- | -------- | ----- |
| U. D. Almería "B"          | España | 2019-2021 | 49       | 6     |
| U. D. Almería              | España | 2021-2023 | 13       | 0     |
| C. F. Fuenlabrada (cedido) | España | 2022-2023 | 16       | 0     |
| Pontevedra C. F.           | España | 2023      | 10       | 0     |
| Club Lleida Esportiu       | España | 2023-2024 | 14       | 0     |
| C. D. Illescas             | España | 2024-     |          |       |